# Arboretum Oudenbosch
Arboretum Oudenbosch is een arboretum in Oudenbosch. Het arboretum is in 1987 opengesteld voor het publiek. De oppervlakte is circa 4 ha.

## Geschiedenis
Het Arboretum is ontstaan door samenvoeging van de tuinen van de Broeders van Oudenbosch en die van de Jezuïeten. In 1983 verkochten de Broeders het terrein aan de gemeente. Dit is later nog uitgebreid. Het ontwerp van de tuin stamt uit 1987 en is gemaakt door Anton van Rooijen. Het zijn de Jezuïeten die veel exotische bomen hebben geplant. Hun tuin werd in 1996 bij het Arboretum gevoegd.

## Tuin
Het arboretum is gespecialiseerd in planten uit de geslachten Aesculus en Viburnum uit de gematigde streken van Azië. De collectie Viburnum is een aanvulling op de collectie uit andere werelddelen, die aanwezig is in de Botanische Tuinen Wageningen (locatie Belmonte). Het arboretum bezit een collectie planten uit de familie Calycanthaceae. Ter uitbreiding van deze collectie krijgt het arboretum ondersteuning van de Hortus botanicus Leiden.
Andere planten die in de tuin zijn te zien, betreffen andere bomen en planten uit de gematigde streken van Azië. Er is een gedeelte met Europese bomen en struiken die op vegetatietype zijn gerangschikt. Er is een collectie Amerikaanse planten die in een Engelse landschapsstijl zijn aangeplant. Er is een Malus-laan met verschillende appelsoorten. Tevens behoren een succulentenkas en oranjerieplanten tot de collectie.
Sinds 2001 is het arboretum lid van de Nederlandse Vereniging van Botanische Tuinen. Het arboretum is lid van de Museumvereniging en bezit het certificaat "Geregistreerd museum", op basis van de kwaliteit in het presenteren van een collectie bomen en planten. Het Internationaal Toegankelijkheidssymbool is toegekend omdat het arboretum toegankelijk is voor mensen met een functiebeperking.
Het arboretum werkt samen met andere arboreta zoals Arboretum Trompenburg en Arboretum Kalmthout.